# Silberfischchen
Das Silberfischchen (Lepisma saccharinum) ist ein flügelloses, lichtscheues Insekt, dessen Name auf seinen silbergrau-schuppigen, stromlinienförmigen Körper zurückzuführen ist. Es ist weltweit verbreitet und feuchtwärmeliebend. Auf die Vorliebe für Kohlenhydrate wie Zucker oder Stärke weisen der wissenschaftliche Name sowie die weitere Bezeichnung Zuckergast hin.
Es gehört zur urtümlichen Insektenordnung der Fischchen (Zygentoma), die wahrscheinlich seit über 300 Millionen Jahren existiert. Eine verwandte Unterklasse sind die Felsenspringer.

## Merkmale

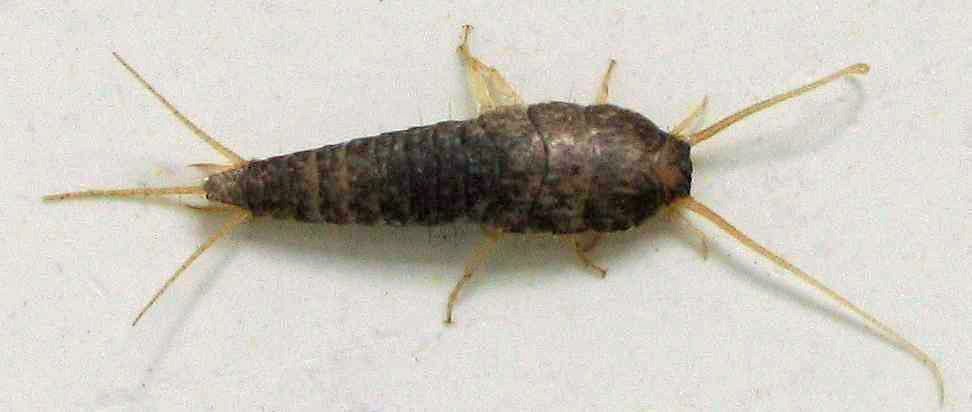
Dunkler gefärbtes Silberfischchen

Der ohne Anhänge bis etwa 11 mm lange Körper ist gestreckt spindelförmig und an der Oberseite meist grau beschuppt. Das Fühlerpaar am Kopf ist fadenförmig und lang, jedoch kürzer als der Rumpf. Der nach hinten verjüngte Hinterleib (Abdomen) besitzt – wie der aller Fischchen – drei lange Schwanzanhänge: einen mittigen Endfaden (Terminalfilum) und zwei seitlich abgespreizte Cerci. Sowohl die vorderen Tastfühler als auch die Fadenanhänge am Hinterleib stellen berührungsempfindliche Sinnesorgane dar. Komplexaugen sind nur klein und reduziert vorhanden.
Auch in Mitteleuropa treten mittlerweile noch mehrere andere Fischchen-Arten auf, die vom Menschen eingeschleppt wurden. Zur genauen Abgrenzung von ähnlichen Arten wie etwa dem Ofenfischchen (Thermobia domestica), dem Papierfischchen (Ctenolepisma longicaudatum), dem Kammfischchen (Ctenolepisma lineatum) oder dem Geisterfischchen (Ctenolepisma calvum) ist zum einen auf die Länge der Fühler- und Schwanzanhänge in Relation zum Körper zu achten (bei Silberfischchen im engeren Sinn sind diese Anhänge kürzer als der Rumpf), zum anderen auf Details der Behaarung bzw. Beborstung der Oberseite des Hinterleibs. Bei Lepisma saccharinum fehlen dort etwa Borstenkämme und es gibt nur wenige Haare, während beispielsweise das ähnliche Papierfischchen deutlich behaarter wirkt. Letzteres ist außerdem etwas größer und hat auffallend überlange Fühler und Anhänge, die die Länge des Rumpfes jeweils übertreffen können. Ofenfischchen wiederum sind vor allem kontrastreicher schwarzbraun-gelb gezeichnet als die etwas einheitlicher gefärbten Silber- und Papierfischchen.

## Lebensraum
Silberfischchen sind weltweit verbreitet und wärmeliebend. In gemäßigten Klimazonen wie in Mitteleuropa kommen sie überwiegend in menschlichen Behausungen vor, aber auch synanthrop in Gärten und Parks, wo sie beispielsweise unter Töpfen, Steinen oder Totholz gefunden werden können. In wärmeren Regionen besiedeln sie auch andere Biotope. Im Gegensatz zu den eher trockenheitsbedürftigen Papierfischchen bevorzugen sie feuchtwarme Örtlichkeiten. Daher sind Silberfischchen am ehesten in gut geheizten Küchen, Bädern und Waschküchen anzutreffen. Sie sind dunkelheitsaktiv und äußerst lichtscheu; bei Tage halten sie sich in dunklen Ritzen und Fugen, hinter Sockel- und Scheuerleisten und losen Tapeten versteckt. Optimale Bedingungen liegen bei 20 bis 30 °C Temperatur und 80 bis 90 % relativer Luftfeuchte. Bei Störungen, etwa durch eingeschaltetes Licht, können die Tiere sehr flink laufen und versuchen sich zu verbergen. Manchmal verharren sie zunächst auf der Stelle und bewegen sich erst einige Sekunden danach wieder.

## Nahrung und Fressfeinde

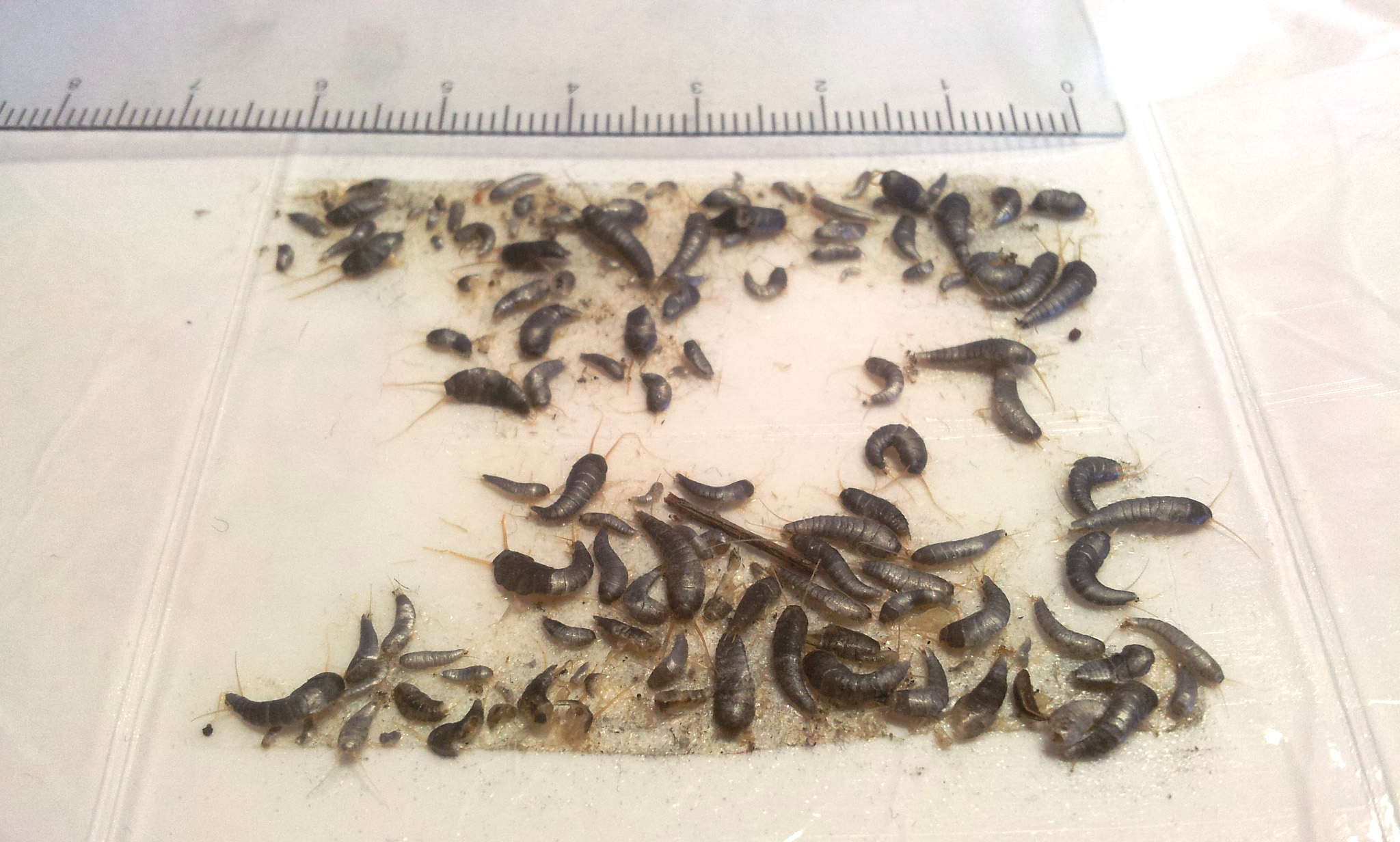
Silberfischchen in einer Klebefalle

Silberfischchen suchen ihre Nahrung im Dunkeln und bevorzugen stärkehaltige Stoffe oder Dextrin in Klebstoffen, wie sie etwa in Bucheinbänden enthalten sind, außerdem Zucker, Haare, Hautschuppen und Hausstaubmilben. Aber auch Baumwolle, Leinen, Seide, Schimmelpilze, Papier und Kunstfaser verschmähen sie nicht, ebenso wenig wie tote Insekten oder eigene Exuvien (abgestreifte Haut). Silberfischchen gehören zu den wenigen Tiergruppen, die körpereigene Cellulasen besitzen, also zum Verdauen von Cellulose nicht auf Endosymbionten angewiesen sind. Sie können über einen Zeitraum von mehreren Monaten hungern, ohne Schaden zu nehmen.
Als Fressfeind des Silberfischchens ist der Gemeine Ohrwurm (Forficula auricularia) bekannt. Auch Spinnen gelten im häuslichen Bereich als Prädatoren der Art.

## Fortpflanzung und Entwicklung
Die Insekten eröffnen im Dunklen das Paarungsritual mit einem Tanz des Männchens; anschließend laufen Männchen und Weibchen erregt umher. Schließlich legt das Männchen ein Spermienbeutelchen (Spermatophore) unter einem selbstgesponnenen Gespinst auf dem Boden ab. Das Weibchen nimmt es auf (indirekte Spermatophorenübertragung) und befruchtet damit die Eier. Das Weibchen legt etwa zwanzig Eier bevorzugt in Spalten und Ritzen ab, wenn dort die Temperatur zwischen 25 und 30 °C liegt. Bei Kälte und Trockenheit ist keine Vermehrung möglich.
Silberfischchen entwickeln sich ohne Metamorphose. Bei Zimmertemperatur wird wohl innerhalb eines Jahres die Geschlechtsreife erreicht, wobei etwa acht Häutungen durchlaufen werden. Auch danach finden noch bis zu vier Häutungen pro Jahr statt, weil das Tier weiter wächst.

## Bedeutung für den Menschen

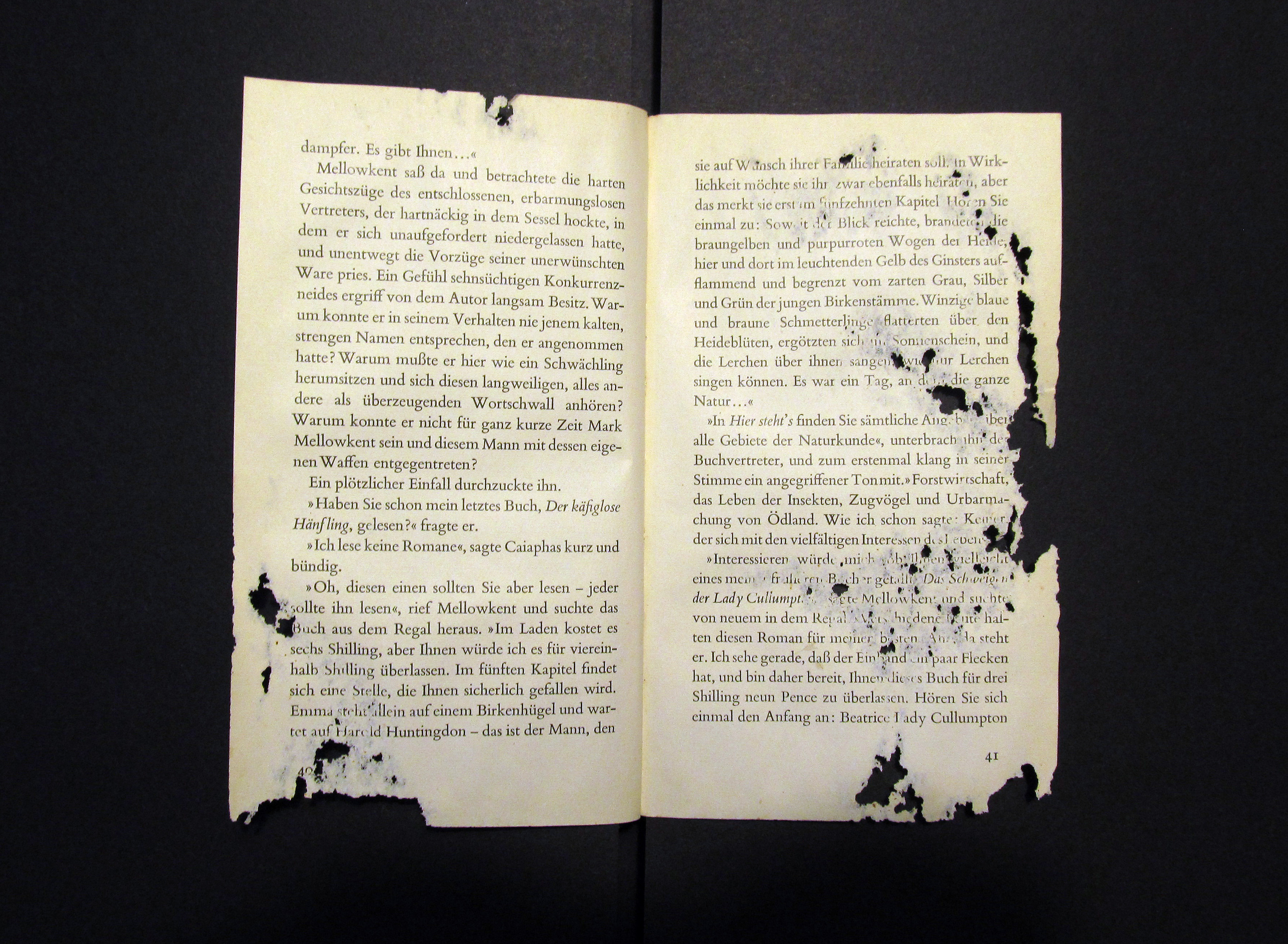
Papierfischchen-Fraßspuren an den Seiten eines Buches

Vereinzelt in Bad oder Küche auftretende Silberfischchen sind harmlos. Ein extremer Befall kann auf ein Feuchtigkeits- und Schimmelproblem hindeuten; die Silberfischchen sind hier jedoch nur ein Warnsignal, da sie sich unter anderem von Schimmelpilzen ernähren. Außerdem fressen sie Hausstaubmilben, die beim Menschen Allergien auslösen können. Insofern kann man sie auch als Nützlinge betrachten. Sie sind keine Krankheitsüberträger; eine Bekämpfung im Haushalt ist aus hygienischer Sicht nicht erforderlich.
Durch ihren Schabe- und Lochfraß können Fischchen Lederwaren und Kunstfasergewebe beschädigen, aber auch Schäden an Büchern hervorrufen und zum Papierzerfall beitragen. Während das Silberfischchen im engeren Sinn (Lepisma saccharinum) aber schon wegen seiner Bindung an feuchte Verhältnisse nur moderat in Erscheinung treten dürfte, wird das verwandte Papierfischchen (Ctenolepisma longicaudatum) tatsächlich als Materialschädling in Archiven, Bibliotheken, musealen Sammlungen und ähnlichen Einrichtungen betrachtet. Es scheint sich zudem in den letzten Jahren weiter verbreitet zu haben und tritt in mitteleuropäischen Wohnungen inzwischen möglicherweise sogar häufiger auf als das bekanntere Silberfischchen.

## Silberfischchen und Recht
Das Oberlandesgericht Hamm hat 2017 entschieden, dass in einer verkauften Eigentumswohnung Silberfischchen in geringem Umfang keinen kaufvertraglichen Sachmangel i. S. d. § 434 Abs. 1 Satz 2 BGB a.F. begründen. Ein gewisser Bestand der Tiere sei üblich, und da keine Gesundheitsgefahr bestehe, laufe dieser auch nicht dem vertraglichen Wohnzwecke entgegen. In dem konkreten Fall hatten sich die Tiere nach Übergabe der Wohnung explosionsartig vermehrt. Zurückzuführen war diese Entwicklung aber auf das Streichen der gesamten Wohnung durch den Käufer und den damit in Gebäuden mit älterer Bausubstanz verbundenen Anstieg der Luftfeuchtigkeit. Rechtlich relevanter Zeitpunkt ist aber der Zustand bei Übergabe der Kaufsache beim Gefahrübergang.

## Nomenklatur
Der wissenschaftliche Name wurde 1758 von Carl von Linné eingeführt. Die meisten Autoren haben das nomenklatorische Geschlecht der Gattung Lepisma als weiblich aufgefasst, so dass das Artepitheton saccharina lautete. 2018 legte die International Commission on Zoological Nomenclature (ICZN) jedoch fest, dass Lepisma (und alle Gattungen mit der entsprechenden Endung) ein Neutrum sei, weshalb der Name der Art in Lepisma saccharinum geändert wurde.